# Bob Kaplan
Robert “Bob” Phillip Kaplan (PC, QC; * 27. Dezember 1936 in Toronto, Ontario; † 5. November 2012) war ein kanadischer Jurist und Politiker der Liberalen Partei Kanadas, der mehr als 23 Jahre Abgeordneter des Unterhauses sowie mehrere Jahre Solicitor General war.

## Leben

### Jurist, Unterhausabgeordneter und Solicitor General
Nach dem Schulbesuch absolvierte Kaplan ein Studium, das er 1958 mit einem Bachelor of Arts (B.A.) abschloss. Ein weiteres Studium der Rechtswissenschaften an der University of Toronto beendete er 1961 mit einem Bachelor of Laws (LL.B.) und nahm nach seiner anwaltlichen Zulassung 1963 eine Tätigkeit als Rechtsanwalt, Barrister und Solicitor auf.
Bei der Unterhauswahl vom 25. Juni 1968 wurde Kaplan als Kandidat der Liberalen Partei im Wahlkreis Don Valley erstmals zum Abgeordneten des Unterhauses gewählt, verlor diesen Wahlkreis jedoch bereits bei der folgenden Wahl am 30. Oktober 1972. Während dieser Zeit war er zuletzt zwischen Oktober 1970 und Februar 1972 Vize-Vorsitzender und danach von Februar bis September 1972 Vorsitzender des Ständigen Unterhausausschusses für Finanzen, Handel und Wirtschaftsangelegenheiten.
Am 8. Juli 1974 wurde er wieder und vertrat in diesem bis zur Unterhauswahl 1993 den Wahlkreis York Centre. Nachdem er zunächst erneut kurz Vize-Vorsitzender war, war er zwischen September 1974 und Oktober 1976 abermals Vorsitzender des Ständigen Ausschusses für Finanzen, Handel und Wirtschaftsangelegenheiten.
Im Oktober 1975 übernahm er sein erstes Regierungsamt, als er zum Parlamentarischen Sekretär im Ministerium für nationale Gesundheit und Wohlfahrt berufen wurde und anschließend von Oktober 1976 bis September 1977 Parlamentarischer Sekretär beim Finanzminister war. Im Anschluss war Kaplan zwischen dem 18. Oktober 1977 und dem 26. März 1979 ein weiteres Mal Vorsitzender des Ständigen Ausschusses für Finanzen, Handel und Wirtschaftsangelegenheiten.
Am 30. Juni 1980 wurde Kaplan von Premierminister Pierre Trudeau als Solicitor General in das 22. kanadische Kabinett berufen. Das Amt des Solicitor General behielt er auch in dem von Trudeaus Nachfolger John Turner zwischen dem 30. Juni und dem 16. September 1984 gebildeten 23. Regierung Kanadas.

### Oppositionspolitiker, Wirtschaftsmanager und Honorarkonsul
Nach der Wahlniederlage der Liberalen Partei bei der Unterhauswahl am 4. September 1984 übernahm Kaplan zahlreiche Funktion in der Opposition und war zunächst zwischen Oktober 1984 und September Sprecher seiner Fraktion für Justiz. Daneben fungierte er zwischen November 1984 und Oktober 1988 Co-Vorsitzender des Gemeinsamen Ständigen Ausschusses des Parlaments von Kanada für Regularien und andere gesetzliche Instrumente sowie zeitgleich von September 1986 bis Oktober 1988 Co-Vorsitzender des Gemeinsamen Ständigen Parlamentsausschusses für die Kontrolle von Vorschriften.
Zugleich war er von Januar 1988 bis Februar 1989 erst Sprecher und dann bis September 1990 Vize-Sprecher für die Beziehungen zwischen dem Bund und den Provinzen Kanadas. Darüber hinaus war er von Februar 1989 bis September 1990 auch Sprecher für Menschenrechte, ehe er zwischen September 1990 und 1992 Sprecher der Opposition für Energie, Bergbau und Ressourcen war.
Nach seinem Ausscheiden aus dem Unterhaus engagierte er sich als Wirtschaftsmanager von kasachischen Unternehmen wie zum Beispiel als Direktor von PetroKazakhstan Inc., Platexco Inc. und Rex Diamond Mining Corporation. Daneben war er Honorarkonsul von Kasachstan in Kanada und erhielt für seine Verdienste den Orden von Kasachstan. 2004 wurde Kaplan schließlich Mitglied des Vorstands von European Goldfields, einer in Kanada ansässigen Gesellschaft zur Akquisition, Exploration und Entwicklung von Mineralressourcen in Rumänien und auf der Balkanhalbinsel.

## Veröffentlichungen
- Position on pornography, Ottawa 1986
- Bicycling in Toronto, Mitautorin Estherelke Kaplan, Toronto 1972
- The Boeing take-over of De Havilland: the real value of De Havilland, the real purchase price, a Canadianization alternative, Mitautor David Berger, Ottawa 1986